# 原子力事故の一覧
原子力事故の一覧は、世界中の民生原子力事故の一覧である。したがって、軍事活動による事故は除外する（核兵器の事故は、核兵器#事故についての分類、核兵器事故一覧にて）。「INESレベル」は1990年から試験運用が始まった国際原子力事象評価尺度を意味する。太字はレベル5以上、「レベル?」は不詳。

## 1940年代
- 1942年6月23日 ライプツィヒL-IV原子力事故（英語版）、ドイツの原子爆弾開発、歴史上初の原子力事故[1]。
- 1945年8月21日 デーモン・コアによる事故（アメリカ合衆国、ニューメキシコ州ロスアラモス）。ハリー・ダリアンは初の臨界事故による死者となった。
- 1946年5月21日 デーモン・コアによる事故（アメリカ合衆国、ニューメキシコ州ロスアラモス）。ルイス・スローティンが臨界事故により死亡。
- 1949年12月2‐3日 アメリカ合衆国ワシントン州のプルトニウム製造施設ハンフォード・サイトにて、秘密裏に行われたグリーンラン実験（英語版）で意図的に放射性ヨウ素131がコロンビア川に漏出された[2]。

## 1950年代
- 1952年12月12日 チョーク・リバー研究所、原子炉爆発事故（カナダ、オンタリオ州）/INESレベル5
- 1958年5月24日 チョーク・リバー研究所、燃料損傷（カナダ、オンタリオ州）/INESレベル?
- 1957年9月29日 ウラル核惨事（ソ連（現ロシア連邦）、チェリャビンスク州）/INESレベル6
- 1957年10月7日 ウィンズケール原子炉火災事故（イギリス、セラフィールド）/INESレベル5 - ウィンズケール施設は現在のセラフィールド施設
- 1958年10月25日 臨界暴走、人員の被ばく（ユーゴスラビア（現セルビア）、ヴィニツァ）/INESレベル?
- 1958年12月30日 セシル・ケリー臨界事故（アメリカ合衆国、ニューメキシコ州）/INESレベル?
- 1959年7月26日 サンタスザーナ野外実験所、部分的炉心溶融（アメリカ合衆国、カリフォルニア州）/INESレベル?

## 1960年代
- 1960年4月3日 ウェスチングハウス社実験炉、炉心溶融（アメリカ合衆国、ペンシルベニア州）/INESレベル?
- 1961年1月3日 SL-1爆発事故/INESレベル4
- 1964年7月24日 ウッドリバー臨界事故（アメリカ合衆国、ロードアイランド州）/INESレベル?
- 1966年10月5日 エンリコ・フェルミ炉炉心溶融（アメリカ合衆国、ミシガン州）/INESレベル?
- 1966-1967年冬（日付不詳） ソ連初の原子力砕氷船レーニン、冷却材喪失事故（場所不詳）/INESレベル?
- 1967年5月 チャペルクロス原子力発電所、部分的炉心溶融（スコットランド、ダンフリーズ・アンド・ガロウェイ）/INESレベル?
- 1969年1月21日 実験炉の爆発事故（スイス、ヴォー州）/INESレベル?

## 1970年代
- 1975年12月7日 グライフスヴァルト発電所1号機の火災（東ドイツ（現ドイツ連邦）、メクレンブルク＝フォアポンメルン州）/INESレベル3
- 1977年2月22日 ボフニチェ発電所（en:Bohunice Nuclear Power Plant）A1炉の燃料溶融事故（チェコスロバキア（現スロバキア））/INESレベル4
- 1979年3月28日 スリーマイル島原子力発電所事故（アメリカ合衆国、ペンシルベニア州）/INESレベル5
- 1979年7月16日 チャーチ・ロック鉱滓ダム汚染水流出事故（アメリカ合衆国、ニューメキシコ州）/INESレベル?

## 1980年代
- 1980年3月13日 サン＝ローラン＝デ＝ゾー原子力発電所2号機の燃料溶融、放射性物質漏洩事故（フランス、オルレアン）/INESレベル4
- 1981年3月 敦賀原子力発電所（日本、福井県）、放射性物質を日本海に放出、作業員超過被曝/INESレベル2
- 1983年9月23日 臨界事故（アルゼンチン、ブエノスアイレス）/INESレベル4
- 1986年4月26日 チェルノブイリ原子力発電所事故（ソ連（現ウクライナ）、キエフ州）/INESレベル7
- 1986年5月4日 en:THTR-300燃料損傷事故（西ドイツ（現ドイツ連邦）、Hamm-Uentrop）/INESレベル?
- 1987年9月 ゴイアニア被曝事故（ブラジル、ゴイアニア市）/INESレベル5
- 1989年10月19日 バンデリョス原子力発電所、タービン火災（スペイン、カタルーニャ州）/INESレベル3

## 1990年代
- 1991年2月9日 美浜発電所2号機蒸気発生器伝熱細管破断（日本、福井県）/INESレベル2
- 1991年4月4日 浜岡原子力発電所3号機原子炉給水量減少（日本、静岡県）/INESレベル2
- 1993年4月6日 セヴェルスク（トムスク-7）、爆発事故（ロシア連邦、トムスク州）/INESレベル4
- 1994年10月21日 – 1994年11月18日タミク放射線事故（エストニア）/INESレベル?
- 1995年12月8日 もんじゅナトリウム漏洩火災事故（日本、福井県）/INESレベル1
- 1997年3月11日 動燃東海事業所火災爆発事故（日本、茨城県）/INESレベル3
- 1999年6月18日 志賀原子力発電所1号機、臨界事故(日本、石川県）/INESレベル2
- 1999年9月30日 東海村JCO臨界事故（日本、茨城県）/INESレベル4

## 2000年代
- 2000年1月24日 サムットプラカーン被曝事故(タイ王国、サムットプラカーン県)/INESレベル？
- 2003年4月10日 パクシュ原子力発電所、燃料損傷（ハンガリー、トルナ県）/INESレベル3
- 2004年8月9日 関西電力美浜原子力発電所3号機・2次冷却水配管蒸気噴出（日本、福井県）/INESレベル1[3]
- 2005年4月19日 セラフィールド再処理施設、放射性物質漏洩（イギリス、セラフィールド）/INESレベル5
- 2005年11月 ブレイドウッド原子力施設（en:Braidwood Nuclear Generating Station）での放射性物質漏洩（アメリカ合衆国、イリノイ州）/INESレベル?
- 2006年3月6日 アーウィン（アメリカ合衆国、テネシー州）での放射性物質漏洩/INESレベル2
- 2006年3月11日 フルーリュス放射性物質研究所ガス漏れ事故（ベルギー、エノー州）/INESレベル4

## 2010年代
- 2011年3月11日 福島第一原子力発電所事故（日本、福島県）/INESレベル7
- 2011年3月11日 福島第二原子力発電所冷却機能一時喪失（日本、福島県）/INESレベル3
- 2011年3月18日 東海第二発電所非常用ディーゼル発電機用海水ポンプの自動停止（日本、茨城県）/INESレベル1
- 2011年3月29日 女川原子力発電所原子炉補機冷却水ポンプ等の故障（日本、宮城県）/INESレベル2[4]
- 2012年2月6日 カットノン原子力発電所欠陥建築（フランス、モゼル県）/INESレベル2[5]
- 2012年2月9日 古里原子力発電所全電源喪失（韓国、釜山広域市・蔚山広域市）/INESレベル2[6]
- 2012年9月6日 東海再処理施設冷却機能一時喪失（日本、茨城県）/INESレベル1[7]
- 2013年5月23日 J-PARC放射性同位体漏洩事故（日本、茨城県）/INESレベル1[8]
- 2017年6月6日 日本原子力研究開発機構大洗研究開発センター被曝事故（日本、茨城県）/INESレベル2（暫定評価）

## 2020年代
- 2021年5月29日 日本製鉄瀬戸内製鉄所X線被曝事故（日本、兵庫県）/INESレベル3[9]

## 参考サイト
- 日本におけるBWR原子力発電所の主要な事故・故障・トラブル（2005年度まで） （原子力百科事典 ATOMICA）
- 日本におけるPWR原子力発電所の主要な事故・故障・トラブル（2005年度まで） （原子力百科事典 ATOMICA）
- わが国においてECCSが作動した事故・故障 （原子力百科事典 ATOMICA）
- 海外の原子力発電所における主な事故（タービン火災・爆発事故を除く） （原子力百科事典 ATOMICA）
- 海外原子力発電所におけるタービン火災事故 （原子力百科事典 ATOMICA）
- 海外のBWR原子力発電所におけるINESレベル2以上の主な事象 （原子力百科事典 ATOMICA）
- 海外PWR原子力発電所におけるINESレベル2以上の主な事象（1992年～1998年） （原子力百科事典 ATOMICA）
- 海外PWR原子力発電所におけるINESレベル2以上の主な事象（1999年～2006年） （原子力百科事典 ATOMICA）